# Литвинов, Дмитрий Сергеевич
Дмитрий Сергеевич Литвинов (род. 16 мая 1979) —российский военнослужащий. Подполковник, заместитель командира 266-го отдельного штурмового авиационного полка 11-й армии Военно-воздушных сил и Противовоздушной обороны Герой Российской Федерации (2022).

## Биография
Родился 16 мая 1979 года. С 1986 по 1996 год учился в средней школе №86 города Волгограда. Увлекался авиамоделированием, посещал курсы лётчиков и космонавтов при Качинском училище.
Выпускник Качинского высшего военного авиационного училища лётчиков в Волгограде. В дальнейшем проходил службу в Военно-воздушных силах Российской Федерации. Прошёл путь до заместителя командира 266-го отдельного штурмового авиационного имени Монгольской Народной Республики Краснознамённого полка в Восточном военном округе.
С 24 февраля 2022 года принимал участие в вторжении России на Украину. Согласно заявлению Министерства обороны России, в ходе боёв Литвинов спас товарища и выполнил боевую задачу в Киевской области Украины. Утверждается, что Литвинов прикрыл своим самолётом другой, поражённый переносным зенитно-ракетным комплексом противника, пока тот не восстановил управление, после чего самолёты вернулись на аэродром базирования.

## Награды
В  марте 2022 года Указом Президента России Владимира Путина  за «мужество и героизм, проявленные при выполнении боевого задания» удостоен звания Героя Российской Федерации.

## Общественные почести
В Волгограде на здании школы №86, где учился Д. С. Литвинов, установлен памятный знак (10.06.2022).